# كنوت كريستيانسن
كنوت كريستيانسن (بالنرويجية البوكمول: Knut Kristiansen)‏ هو عازف بيانو وعازف جاز وملحن نرويجي، ولد في 14 أبريل 1946 في برغن في النرويج.

## وصلات خارجية
- كنوت كريستيانسن على موقع ميوزك برينز (الإنجليزية)
- كنوت كريستيانسن على موقع ديسكوغز (الإنجليزية)